# Chiesa di San Pellegrino alla Sapienza
La chiesa di San Pellegrino alla Sapienza o della Sapienza (oggi sede della parrocchia ortodossa di Sant'Anastasia Romana, sotto la giurisdizione dell'Arcidiocesi ortodossa d'Italia) si trova a Siena, in angolo tra via della Sapienza e via delle Terme.

## Storia
In questo luogo si trovava un antico spedale, detto "della Misericordia", fondato verso la metà del XIII secolo dal beato Andrea Gallerani e soppresso nel 1408. L'edificio comprendeva anche una chiesa intitolata alla Vergine Maria, attestata già nel 1240, ma totalmente trasformata nelle forme odierne dall'intervento del 1767. Adiacente alla chiesa, negli spazi attualmente adibiti a Biblioteca Comunale, si trovava l'antica sede dell'Università senese, da cui ricevette la denominazione "della Sapienza". Nel 1816 vi venne trasferita la sede parrocchiale della soppressa chiesa di San Pellegrino, demolita per creare lo spazio dell'attuale Piazza dell'Indipendenza, assumendo quindi il titolo di "San Pellegrino alla Sapienza".
Dal 2009 l'Arcidiocesi di Siena ha concesso la chiesa all'Arcidiocesi ortodossa d'Italia e Malta, afferente al Patriarcato ecumenico di Costantinopoli, come sede della parrocchia ortodossa di Siena, intitolata alla martire romana Anastasia.

## Descrizione
È ai lavori settecenteschi che si debbono la facciata e la volta dell'aula interna. Oltre il vestibolo si giunge alla navata unica, decorata da stucchi barocchi bianco-oro. All'interno, sei statue di Santi senesi nelle nicchie delle pareti, affreschi con storie mariane nella volta sono di Giuliano Traballesi e una Natività della Vergine di Giuseppe Nicola Nasini nell'altare maggiore.
Degni di nota sono, inoltre, il Beato Andrea Gallerani riferito alla bottega di Simone Martini, i Santi Pietro e Paolo di Bartolomeo Bulgarini e la venerata Madonna di Monteguaitano, piccolo trittico trecentesco in avorio e legno proveniente dalla chiesa della Maria Santissima del Rosario.